# Josip Broz Tito
Josip Broz Tito (szerbül: Јосип Броз Тито, fonetikusan: [jɔ̝̂sip brɔ̝̂ːz tîtɔ̝], születési neve Josip Broz; Kumrovec, 1892. május 7. (hivatalosan május 25.) – Ljubljana 1980. május 4.) jugoszláv forradalmár és államfő. Horvát-szlovén szülők gyermekeként látta meg a napvilágot Josip Broz néven, a Tito nevet csak később vette fel. A második világháborúban a jugoszláv partizánok egyik vezetője, majd a „második” Jugoszlávia (1943–1991) első számú vezetője volt 1980-ig. Jugoszláviában a tisztelet jeléül, egyben a második világháborúra utalva Titót marsallként is emlegették. Nem sokkal a háború vége után kiállt a szovjet befolyás ellen, egyik atyja volt az el nem kötelezett országok mozgalmának. 1980. május 4-én Ljubljanában, műtét utáni szövődményekben halt meg pár nappal 88. születésnapja előtt.
Jugoszlávia legjelentősebb politikusának tekinthető, korszakának megkérdőjelezhetetlen vezéregyénisége volt (a második világháború végétől egészen haláláig). Egészen kivételes karrierjét a körülmények és a szerencséje mellett gyakorlatias intelligenciája, szónoki reakciókészsége, helyzetfelismerése és a kiélezett helyzetekben hozott gyors és jó döntései eredményezték. Sokan kritizálták tekintélyelvű uralma miatt, azonban a nép körében népszerű volt. Ő testesítette meg a jugoszláv egységet.

## Élete

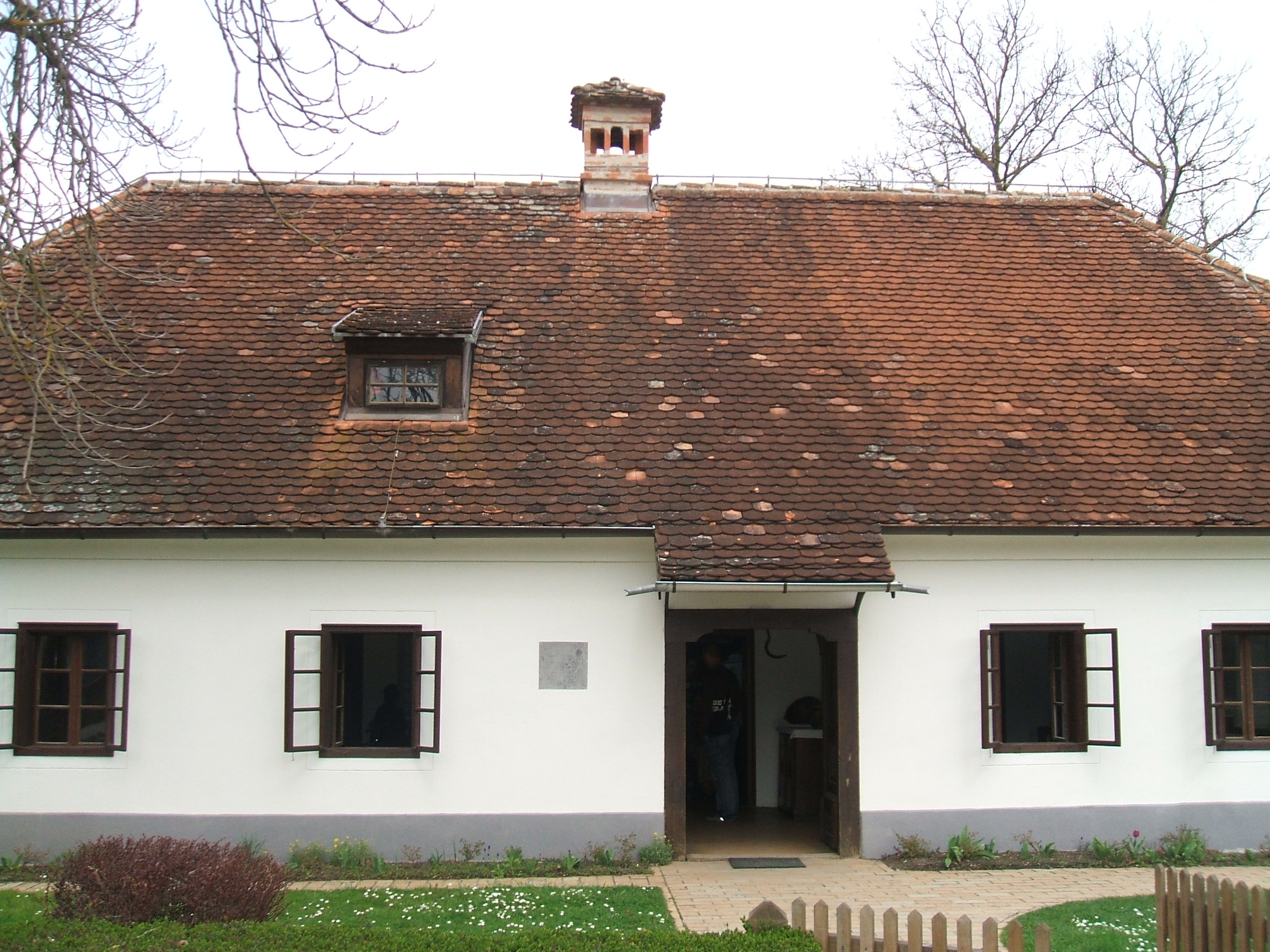
Josip Broz Tito szülőháza a horvátországi Kumrovecben

### Családja
Josip Broz paraszti család hetedik gyermekeként született az Osztrák–Magyar Monarchia Kumrovec falujában (ma Krapina-Zagorje megye, Horvátország) 1892. május 7-én. Apja, Franjo Broz (1860–1936) horvát származású volt, akinek felmenői a mai Trentinóból telepedtek át Kumrovecbe. Anyja, Marija Javeršek (1864–1918) szlovén eredetű családból, Podsredából származott. 17 évesen, 1881-ben ment hozzá a 24 éves Franjo Brozhoz, házasságukból 15 gyermek született, akik közül sokan néhány napos, illetve pár hónapos korukban meghaltak. Tito egyik fivére 1932-ben halt meg, összesen három fivére és két húga élte túl a második világháborút. Tito anyja sírját csak 1920-ban tudta meglátogatni, mivel anyja halálakor Oroszországban volt. Apja ekkor már Jasztrebarszkában lakott.

### Gyermek- és ifjúkora
Franjo Broz apjától 8 hold földet örökölt, a család ebből próbált megélni meglehetős szegénységben. Josip gyerekkora egy részét hároméves korától anyai nagyszüleinél, a Szutla folyó Szlovénia felé eső oldalán, Podsredában töltötte, így Jože – ahogy otthon nevezték – tökéletesen megtanult szlovénul. Az elemi iskolát Kumrovecben végezte el 1905-ben, jó és kiváló eredményekkel. Az általános iskolában horvátul, majd sziszeki és zágrábi középiskolás tanulóévei folyamán németül tanult meg. Később, hadifogsága idején oroszul, lepoglavai és maribori fogsága idején pedig angolul kezdett el tanulni. Podsredában nagyapjának volt egy zongorája és Josip ezen tanult játszani.
1903-ban, Khuen-Héderváry Károly bánsága alatt nagy lázadás tört ki Horvátországban, amelyben 26 ember halt meg. A lázadás leverése után a magyar kormány katonákat küldött ide, akiknek az élelmezését a helyi lakosoknak kellett biztosítani. 1905-ben visszament Podsredába és segített a nagybátyjának a munkájában.
Kezdetben az elegancia iránti vonzódása okán, pincér akart lenni, mégis lakatosnak tanult, egy cseh, majd egy német mesternél (Nikola Karas, August Knaus).
1907-ben lakatosinasnak állt Sziszeken. Itt ismerkedett meg a munkásmozgalommal, és ünnepelte először május 1-jét 1910-ben. Ekkoriban még nem volt fogékony a radikalizmusra, de szociális érzékenysége már kialakult. Belépett a szociáldemokrata pártba, azért mert ez egyben szakszervezeti tagságot is jelentett. 1910-ben belépett a Fémmunkások Szövetségébe és Horvátország-Szlovénia Szociáldemokrata Pártjába is. Az év szeptemberére kitanulta a lakatosszakmát. Visszatért Zágrábba, ahol két hónap múlva Harmine lakatosműhelyében helyezkedett el. 1911 és 1913 között rövid ideig a szlovéniai Kamnikban, a csehországi Čenkovban a ČKD-nél, továbbá Münchenben és Mannheimben is dolgozott. Németországban a Benz céghez állt, majd Bécsben a Daimler tesztvezetője lett.

### Az első világháború és az októberi szocialista forradalom
1913 őszén besorozták a Monarchia hadseregébe. Bevonulásakor a tüzérséghez, majd nem sokkal ezután a 25-ös domobrán (honvéd) gyalogezredbe helyezték saját kérésére Zágrábba, mert ott egy évvel rövidebb volt a szolgálat. Az év végén befejezte a tiszthelyettesképző iskolát. Ő lett a legfiatalabb főtörzsőrmester a Monarchia seregében. A következő év májusában a hadsereg budapesti vívóversenyén ezüstérmet nyert.
Az első világháború Titót radikálisabbá tette, kitörésekor a szerb határ közelébe, Árpatarlóba (mai nevén Ruma) vezényelték, majd háborúellenes propaganda vádjával letartóztatták és a péterváradi erődbe zárták. Rumában ugyanis azt mondta, hogy inkább megadná magát az oroszoknak, mint harcolna ellenük, és ez háborús propagandának minősült.
1915-ben a keleti frontra került, Galíciába. Az egyik akcióban, amelyet vezetett, négy orosz katonát elfogtak. Ezért Josip Brozt kitüntették az ezüst Vitézségi Éremmel, amelyet Bécsben vehetett volna át, ha nem kerül orosz fogságba 1915. március 25-én. Amikor 1967-ben Bécsben járt, át akarták neki adni ezt a kitüntetést, azonban visszautasította.
Hamarosan egy gránátrepesz megsebesítette, de sebesüléséből hamar felépült. 1915 áprilisában Bukovinában egész zászlóalja orosz fogságba esett – Tito elmondása szerint –, őt magát a harc során egy cserkesz dzsidával hátba döfte. 13 hónapig feküdt kórházban, ahol lábadozása közben megtanult oroszul. Nem állt be önkéntesnek, mert nem akart a szerbek oldalán harcolni. Így hadifogolyként végzett változatos munkákat: malomban és vasútépítésen dolgozott, írnok is volt. Ebben az időben hallott Kalaszevóban Leninről és terveiről. A vasúti építkezés kapcsán alakult ki radikalizmusa. A kunguri állomásfőnök ellen panaszt tett, mert lopta a Vöröskereszt segélyeit, ezért az állomásfőnök bosszút állt. Feljelentette Titót, aki ismét börtönbe került, ahol a kozákok megalázták, megverték. 
1917 áprilisában tartóztatták le a hadifoglyok közötti szervezkedésért, de megszökött és július 16–17-én csatlakozott a petrográdi tüntetőkhöz. Hogy elkerülje a rendőrség zaklatásait, Lengyelországba próbált menekülni, ám elfogták és a Péter–Pál-erődbe zárták. Három hetet ott töltött, majd a kunguri hadifogolytáborba küldték, de a vonatról újra megszökött. Omszk városában egy orosz család bujtatta. Itt ismerkedett meg első feleségével Pelagija Belouszovával, egy tizennégy éves helyi lánnyal. Novemberben a városban jelentkezett a Vörös Gárdába. 1918 tavaszán kérte felvételét az Oroszországi Kommunista (bolsevik) Pártba. Omszkot azonban a Csehszlovák hadtest vonta az ellenőrzése alá és Tito egysége szétszéledt. Mihajlovkában, majd egy kazah nemzetiségű faluban, Bogoljubovkában húzódott meg, ahol malomban dolgozott, mint gépész. 1920-ban visszaköltözött Mihajlovkába, ahol feleségül vette Pelagija Belouszovát, majd szeptemberben hazatértek a már létrejött délszláv államba. Anyja ekkor már elhunyt, ami súlyos veszteség volt számára. Kumrovecben sem maradhatott, családi és anyagi gondok miatt. Nemsokára megszületett első gyermekük, aki hamarosan meghalt. A házaspárnak összesen négy gyermeke született, de csak Žarko (1924–1995) maradt életben.

### A két világháború között
1920-ban Zágrábba költözött, és ott tagja lett a Jugoszláv Kommunista Pártnak (JKP). Ez évben a választásokon a párt 59 helyet szerzett a parlamentben, ezzel a 3. legerősebb párt lett. Nem sokkal később egy kommunista megölte Milorad Drašković belügyminisztert, ezért 1921-ben betiltották a JKP-t. Tito ezután Veliko Trojstvóba költözött feleségével, ahol 1925-ig maradt, és a helyi malomban dolgozott gépészként. Sokat olvasott, a faluban emiatt tisztelték is. Olvasmányai között szórakoztató regények, orosz széppróza és kommunista „szakirodalom” szerepelt. Itt született meg harmadik gyermeke.
A kommunista párt erejét ekkoriban az jelentette, hogy nem a nacionalista diskurzust gyakorolta, hanem minden nemzet egyenjogúságát szorgalmazta. A párt meglehetősen jól szervezett volt, ezért országszerte kapott szavazatokat. A kommunisták hiába értek el kimagaslóan jó eredményt (A harmadik legerősebb párt voltak az első szavazáskor), hamarosan betiltották őket. Ez után törvényen kívüliségük miatt komoly hatásuk a politika alakulására nem lehetett. Hosszan tartó illegalitás kezdődött a párt számára 1920 novemberétől, a centristákat ezután pedig kizárták köreikből. A Kommunista Pártnak mintegy ötvenezer tagja volt és gyors egymásutánban tudott sztrájkokat szervezni. A szociáldemokrata csoportok vagy szétmorzsolódtak vagy hozzájuk csatlakoztak. Tito a szakszervezeti munkában volt aktív. Az 1920-as vukovári kongresszust még legálisan tartották, a III. Internacionálé programját illetve a szovjet ihletésű radikális programot fogadva el. Ezzel sokan nem azonosultak, hiszen voltak, akik az ausztromarxistákhoz vagy a szociáldemokratákhoz álltak közelebb, mások a német szociáldemokraták 1891-es erfurti programját tartották követendőnek. A betiltás után a JKP tagsága 688 főre zsugorodott. Josip Broz a pártban maradt és az 1923-as választások idején aktív volt. A kommunisták fedőpártja, a Független Munkáspárt szereplése azonban kudarcba fulladt. 
A JKP 1923 májusában tartott második értekezletén zömmel a nemzeti kérdésről tárgyaltak. 1925-ben Sztálin azzal utasította el Sima Markovićot a jugoszláv kommunisták egyik legtekintélyesebbjét, hogy nincs egységes délszláv nép, hanem a szerb, a horvát és a szlovén különböző népek. A szovjet vezető szerint Jugoszlávia olyan képződmény, amely erőszak és igazságtalanság folytán jött létre: határait nem ismerte el. Jellemző Titóra, hogy a későbbiekben, amikor rendszerét kialakította, a nemzeti kérdésről vitázó két álláspont közé helyezkedett. Egyrészt Sima Markovićnak, a párt akkori vezéregyéniségének álláspontját fogadta el az ország egységéről, másrészt Sztálinét a három – sőt több – különböző népről. Mindez előjele volt Tito majdani realista pragmatizmusának. Tito radikális maradt, sőt segített fegyvereket gyűjteni a Horvát (Köztársasági) Parasztpártnak (H(K)PP) egy 1924-re tervezett lázadáshoz. Ez összhangban állt a már nem élő Lenin véleményével is, miszerint Jugoszlávia nem egyéb, mint „versailles-i tákolmány”. Az 1924-ben megtartott harmadik értekezlet idején Tito különböző kisebb tisztségeket töltött be. 1925-ben egy harcostárs temetésén mondott lázító hangvételű beszéde és egy vörös zászló kibontása miatt az ott jelen lévő katolikus pap feljelentette. Belováron bebörtönözték, de mindössze 8 napra. Szabadulása után házkutatásokkal zaklatták, úgyhogy elhagyta a falut. Megdöbbentette Radić pálfordulása, aki belépett a kormányba. Ezután a párt érdekeit szem előtt tartva a kraljevicai hajógyárban kezdett dolgozni. Igyekezett megszervezni a független (azaz a kommunistáktól függő) szakszervezetet, majd a sztrájkot. Ekkoriban kezdett el írni a szakszervezeti lapokba.
Titót 1925-ben lázításért bebörtönözték rövid ideig. 1926-ban a kraljevicai hajógyár munkásaként sikeres sztrájkot szervezett. A sikeres sztrájk után elbocsátották, de ez egyben belépő volt a magasabb pártfunkciókra. Világos stílusa és bevethetősége miatt a pártban tisztelték. A kommunisták között is baloldalinak számított, internacionalistának vallotta magát, és nem is foglalkozott a nemzeti kérdéssel. A Kommunista Pártban ekkor folyó elméleti vitákban sem vett részt. Azokra, a későbbiekben csak úgy tekint, mint eszközökre, amelyeket fel lehet használni, a legfőbb cél, a kommunista forradalom megvalósításáért. 1927 nyarán kinevezték a Horvát Fémmunkások Szövetsége élére. A horvátországi fémmunkás szakszervezet titkáraként Zágrábban szembesült a pártban dúló vitákkal. A Szovjetunióból a jugoszlávokat a frakciókkal való leszámolásra, a viták abbahagyására utasították. Tito ehhez csatlakozott, és hatékony stílusával az értelmiségiek fölé kerekedett. Ekkoriban a kommunisták, Tito is, Jugoszláviát „darabokban” kezelték. Később, amikor döntési helyzetbe került, ebben a kérdésben is köztes álláspontra helyezkedett. Elfogadta az ország tagoltságának tényét, de annak egységét is a pártban, és saját személyében, valamint az államot képviselő testületekben. 1927-ben rövid ideig ismét börtönben volt, majd 1928-ban is kétszer bebörtönözték, és az államra veszélyes felforgatók között tartották számon.
Tito vezető szerepe a kommunista pártban az 1928. január 25-i zágrábi konferencián kezdődött. Ezen a konferencián Broz volt az egyik a 32 delegált közül. Tito fellépett a frakciózás ellen, amivel elismerést vívott ki társai körében. Ugyanezen a tanácskozáson megválasztották a párt helyi szervezetének titkárává.
Szeptemberben rövidebb időre börtönbe került, mert a lakásán kommunista röpiratokat találtak. Vadásztak rá, ő szökni kényszerült, és fegyverrel a kezében fogták el. Feleségét, aki nem sokkal ezután elhagyta, szintén letartóztatták. Az általa bérelt lakásban, amelyet más párttagok is használtak, a házkutatáskor marxista propagandaanyagot és fegyvereket találtak. 1928 novemberében ismét elítélték: ekkor öt évet kapott. A bírósági tárgyaláson radikális idealistaként viselkedett, ami hozzájárult a később róla alkotott kép kialakulásához. Itt mondta ki – amit később oly sokan idéztek –, hogy csak a kommunista bíróságot ismeri el. Elítélésekor a kommunista pártot éltette. A pernek nagy volt a sajtóvisszhangja, de a helyszínen is érdeklődést váltott ki. A belgrádi Glavnjača börtönben őt és társait keményen bántalmazták a vallatásokkor.
Pelagija és a fia 1928-ban visszaköltöztek a Moszkvába. Ezután egy szovjet fényképészhez ment feleségül, de a férj a sztálini tisztogatások áldozata lett. Pelagija, férje „bűne” miatt a gulágra került, ahonnan csak az 1950-es években szabadult. Tito fia, Žarko nevelőotthonba, majd az utcára került. A fiú később beállt a szovjet Vörös Hadseregbe, a háború után pedig Jugoszláviába költözött.
1929 elején a lepoglavai börtönbe („lepoglavai egyetem”) szállították, hogy ott töltse le a büntetését, és ahol megismerkedett Moša Pijadéval. A börtönévek alatt sokat olvasott. Még a The Economist lapot is olvashatta. Moša Pijadet Marx Tőke c. művét fordította szerb nyelvre. Tito ezután részt vett Engels Anti-Dühring-jének fordításában. Mivel a párt 1929-től, a diktatúra bevezetésére hivatkozva kiadta az azonnali felkelésre való felhívását, az állam igyekezett fogságba vetni a kommunistákat. A vezetők és az értelmiségiek többsége börtönbe került. A körülmények nem voltak súlyosak, a hatalomnak nem volt célja a börtönévek megkeserítése. Tito jó magaviseletű, hasznos fegyenc volt, aki szerelési munkákat végzett. 1931-ben Mariborba helyezték át, amely szigorúbb börtön volt Lepoglavánál, mert noha tudomása volt róla, nem jelentette társa szökési szándékát.

### Tito az illegalitásban
1934-ben szülőfalujába vitték, és ott kényszerlakhelyet jelöltek ki számára. Nem sokkal később illegalitásba vonult; ennek az évnek a nyarán használta először a Tito nevet. Másik fedőneve a Walter volt. A következő télen beválasztották a JKP Központi és Politikai Bizottságába. Hamarosan Bécsbe utazott, ahol az illegalitásban működő emigráns jugoszlávokkal találkozott. A JKP romokban hevert. A diktatúra a kommunistákat, így Titót is fokozottan figyelte, mivel az országellenes emigráns körök közé sorolták. Az I. Sándor jugoszláv király elleni 1934-es merénylet után a megfigyelés fokozódott. A Komintern ekkoriban utasításokkal, kinevezésekkel kormányozta a JKP-t, amelyben súlyos viták dúltak. Az egyik fő gond még mindig a „frakciózás” volt.
Titót a vezetőség tagjává nevezték ki, majd 1935-ben Moszkvába rendelték, ahol egy évet a Komintern balkáni titkárságának munkatársaként töltött. Nemzetközi kommunista kapcsolatokra tett szert, ekkoriban kezdi használni a Friedrich Walter álnevet. Tagja volt a Szovjetunió Kommunista (bolsevik) Pártjának és a szovjet titkosrendőrségnek (NKVD). Jelentéseket írt Jugoszláviáról, a politikai- és börtönviszonyokról. Tanított a külföldi vezetők számára létrehozott Nemzetközi Lenin Iskolában is. Ekkoriban a Szovjetunióban Sztálin minden korábbinál szélesebb körű tisztogatási akciót indított. 1936 szeptemberében Moszkvában kritizálták, engedetlenséggel vádolták a JKP-t. Tito párttársai sorra eltűntek vagy letartóztatták és kivégezték őket. Mivel mást nem tehetett, beállt a Sztálint éltetők sorába, miközben halálfélelem gyötörte. A jugoszláv kommunisták között vita támadt arról, kit jelöljenek a Komintern Végrehajtó Bizottságába, Titót vagy Gorkićot.
1936-ban a Komintern Walter elvtárs néven Jugoszláviába küldte, hogy szervezze át a helyi kommunista pártot; koordinálja a Bécsben, Párizsban és Madridban élő jugoszláv kommunista vezetőket. Tito visszatérése Jugoszláviába – legalábbis a hivatalos történetírás szerint – új szakasz kezdetét jelentette. Ekkor alakult ki az a csapat, amely majd a korai titoizmus elitjét alkotta. Tito mellett Milovan Đilas, Aleksandar Ranković és Edvard Kardelj került ekkoriban vezető pozícióba. A jugoszláv kommunisták feje továbbra is Gorkić volt, de ő Moszkvában maradt, ahol nemsokára letartóztatták.
1937-ben Titót Milan Gorkić kivégzése után Sztálin a még mindig törvényen kívüli párt főtitkárává nevezte ki. Ebben az időben Tito a Komintern és Sztálin diktálta irányvonalat követte, élesen kritizálva a nyugati demokráciákat, a fasiszta Olaszországot és a náci Németországot. Tito nem tudta mit tegyen Gorkić híveivel, és igyekezett Georgi Dimitrov köpenye alá bújni, azaz kihasználni annak tekintélyét, amivel védte magát az esetleges támadások ellen. Az időszak súlyos válságát az is fokozta, hogy Ante Čiliga megunta a kommunista pártban folyó dolgokat: „kiszállt és kipakolt”. A fő eszmei konfliktus az volt, hogy mennyire lehet elmenni a népfrontpolitika felé, és mennyire kell puristának lenni.
Adolf Muk lebukása után, 1937-ben többször utazott Párizsba, ahol a spanyol polgárháborúban részt vevő jugoszláv kommunisták működtek. Párizson keresztül körülbelül 1500 jugoszláv harcolt a spanyol polgárháborúban; közülük 800 ember soha nem tért haza. Tito ebben az évben ismerte meg harmadik feleségét, Herta Haast, aki szlovéniai zsidó volt.
1938-ban Titót ismét Moszkvába rendelték. Feladatul az SZK(b)P Sztálin ihlette és felügyelte történetének, a Kratkij kursz-nak a fordítását kapta. Újabb tisztogatás ment végbe a párt soraiban, de ő ismét megmenekült, sőt a Komintern főtitkára, Georgi Dimitrov kinevezte a jugoszláv kommunista párt megbízott ideiglenes elnökévé. A Komintern csak 1939. január 5-én erősítette meg tisztében, ekkor lett a Jugoszláv Kommunista Párt főtitkára. Ettől a naptól kezdve egészen a haláláig betöltötte ezt a tisztséget. Ekkoriban megnőtt a JKP anyagi függetlensége Moszkvától, mert nagy mennyiségű aranyhoz jutott. A szakszervezetek aranyba fektették pénzüket a diktatúra miatt, amit 1937-ben Pavle Pavlović átadott Titónak. 1940-ben a Szovjetunió is nagyobb összeget küldött.
1940. szeptember 2-án Leningrádon keresztül érkezett Moszkvába, ezúttal csak rövid időre, ahol beszámolt a Kominternnek az új jugoszláv helyzetről. Ez év október 19. és 24. között Zágrábban tartották az V. országos konferenciát. A konferencián a nemzeti kérdésről, a háborúról tárgyaltak, majd Vladimir Velebittel együtt Zágrábban felszereltek egy rádióállomást, amelynek segítségével a háború egész ideje alatt a Komintern összekötője, Josip Kopinič révén tartották a kapcsolatot Sztálinnal. Moszkvába egy Spiridon Mekas névre szóló, Kanadában szerzett angol útlevéllel érkezett.
Herta Haastól 1941 tavaszán fia született: Aleksandar-Mišo.
Tito precízen végrehajtotta a Szovjetunióból jövő parancsokat. A pártot bolsevizálta, és megtisztította „a trockistáktól, a szektásoktól és az opportunistáktól”. A pártban a lenini „szabad népek szabad föderációja” felfogása dominált, így létrejöhetett a szlovén és a horvát KP is. Jugoszláviában azonban közben gyökeresen megváltozott a légkör. 1939. augusztus 26-án létrejött a szerb és horvát politikai elit közötti, Cvetković–Maček-megállapodás. Titó a háborúra készült. Sztálintól nem kapott útmutatást, kapott viszont – közvetítők útján – William Joseph Donovantól. Tito egyértelmű üzenetet kapott: „Ha Pál herceg behódol a náciknak, eljött a felkelés ideje.”
Tito ekkoriban horvát nyelvű lapot indított, és Sztálin életrajzát fordította. Az 1940. szeptember 9-i zágrábi konspiratív értekezleten Tito vezetésével a párt egysége teljes lett, ezzel kivédték a feloszlatást (amit a lengyel KP-vel Moszkva meg is tett). Az értekezleten hangsúlyozták, hogy a párt nem érdekelt a háborúban, az kizárólag az imperialisták ügye. Március 22-én a németek ultimátumot intéztek a jugoszláv kormányhoz. Miközben Pál herceg és tanácsadói a megadást fontolgatták, magas rangú tisztek palotaforradalmat kíséreltek meg, amely megdöntötte a régensherceg uralmát. Az 1941. március 27-i puccs kapóra jött Titó(ék)nak, és ellenkezve a moszkvai parancsokkal tömegmozgalom szervezésébe kezdett. Mivel még nem voltak fegyvereik, nem volt módja kilépni a nyílt színre.

### A második világháborúban
1941. április 6-án a német bombázók támadták a nyílt várossá nyilvánított Belgrádot. Lerombolták a királyi palotát, egyetemet, kórházakat, templomokat, és a lakóházak többségét. A négynapos Büntetés hadművelet után a romok alól huszonnégyezer ember holttestét ásták ki, és sokan voltak az eltűntek is. Az olasz és a bolgár haderők is megtámadták Jugoszláviát (Magyarország április 11-én csatlakozott). (A német hadüzenetet április 7-én adták át.) A jugoszláv csapatokat körbezárták, hamarosan a németek azt jelenthették, hogy a jugoszláv hadsereg letette a fegyvert. Április 17-én Belgrádban aláírták a tizenegy napos ellenállásnak véget vető fegyverszünetet a megszálló Wehrmachttal. Az usztasák vezette Független Horvát Állam német bábállamként működött, Bosznia-Hercegovina, Szlovénia és Szerbia egyes részeivel német, az ország többi része olasz és bolgár megszállás alá került, a Délvidék egy része pedig visszakerült Magyarországhoz.
A németek számára váratlan puccs miatti jugoszláv hadjárat jelentős erőket kötött le, lassította a görögországi offenzíva előkészítését. A Barbarossa hadműveletet pedig Wilhelm Keitel szerint négy, a valóságban hat héttel kellett elhalasztani, valamint Hitlert négyévi háborúra kényszerítette a partizánok ellen, ami a későbbiekben nagyon hátrányosnak bizonyult.
Tito az okkupáció kezdetekor Zágrábban volt. 1941. április 15-én megalapította a Katonai Bizottságot, és közzétette, hogy elérkezett az idő a kapitalizmus felszámolására. Május 1-jén kiadták a Májusi nyilatkozatot, amely nyílt ellenszegülésre szólította fel az embereket. Amikor Németország 1941. június 22-én megtámadta a Szovjetuniót, Tito összehívta a Központi Bizottságot, és megalapították a Jugoszlávia Nemzeti Felszabadító Partizánosztagait (Narodnooslobodilački partizanski odredi Jugoslavije – NOPOJ). Elrendelte a mozgósítást és meghirdette a fegyveres harcot.
1941. július 1-jén a Komintern pontos utasításokat adott az azonnali cselekvéshez. Ezért július 7-én a jugoszláv partizánok Fehértemplomban megkezdték harcukat. Tevékenységük német megtorlásokat (tömeggyilkosságokat) provokált: a nácik minden megölt németért 100, minden sebesültért 50 délszláv civilt végeztek ki. Tito fejére Adolf Hitler százezer német márka vérdíjat tűzött ki – aranyban. Tito később ezt írta: „Hitler parancsnokai kénytelenek voltak harmincnyolc nappal elhalasztani az Oroszország elleni támadást. Ennek következtében minden kilencedik jugoszláv életét vesztette az ellenség elleni harcban.”

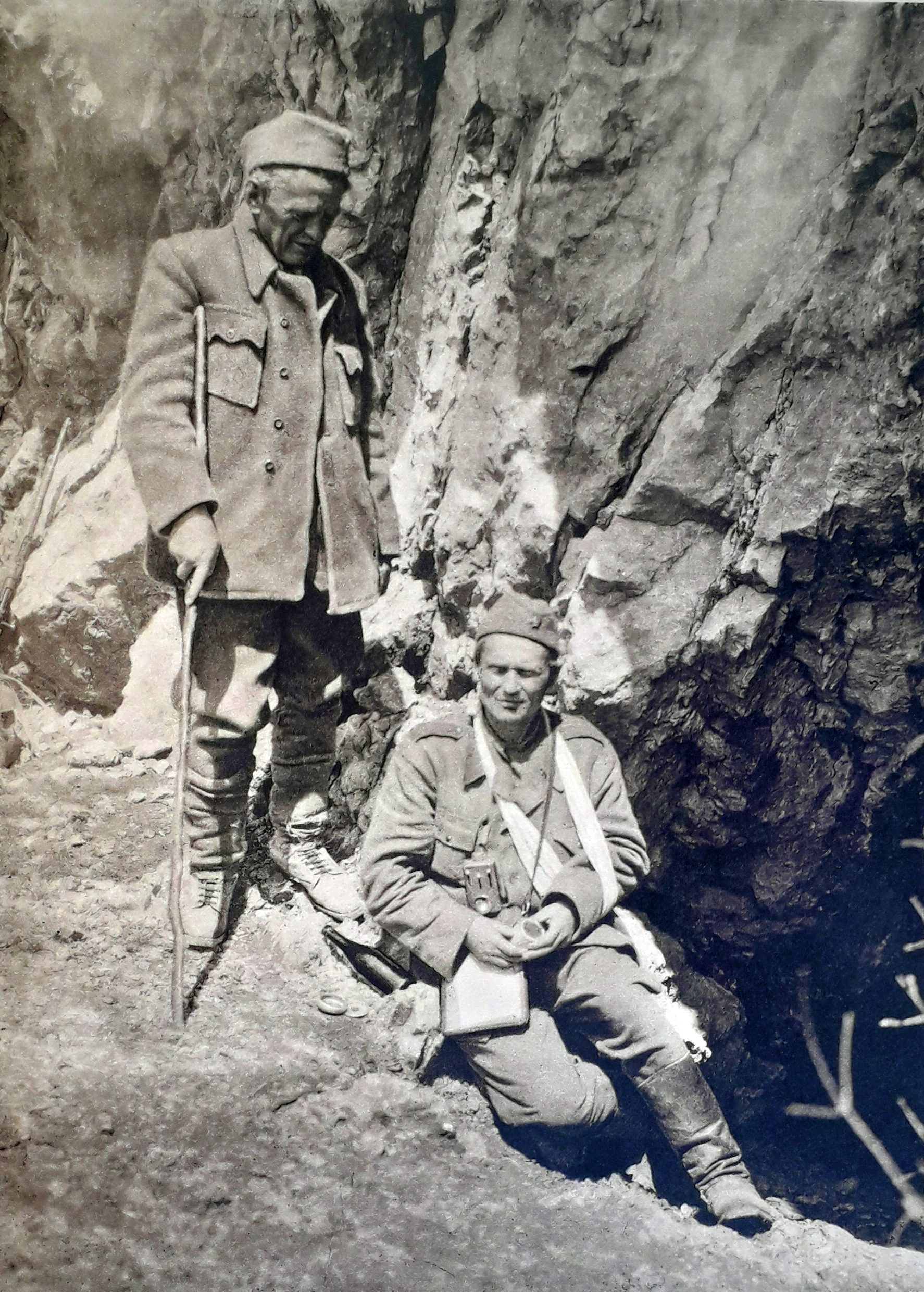
A sebesült Tito 1943-ban Ivan Ribarral

Tito szerint a háborúban akkor fognak győzni, ha összefognak a különböző katonai szervezetek, ezért 1941. szeptember 19-én találkozott a csetnik-vezér Draža Mihailovićtyal, de a találkozó eredménytelenül zárult. Október 27-én ismét találkoztak és ekkor már megállapodtak arról, hogy közösen lépnek fel a megszállók ellen. Egyes források szerint Tito elrendelte, hogy a csapatok segítsék a zsidók menekülését, sőt 2000 körüli zsidó származású üldözött be is állt a kommunista seregbe harcolni.
1941. december 21-én létrehozták Koca Popović vezetésével az Első Proletár Brigádot, majd 1942. március 1-jén Tito vezetésével a Második Proletár Brigádot is.
A felszabadított területeken a partizánok a polgári kormányzat feladatainak ellátására népbizottságokat hoztak létre. Tito volt a legfőbb vezetője az AVNOJ-nak (Jugoszláv Népfelszabadító Antifasiszta Tanács), amely 1942. november 26-án Bihácson, 1943. november 29-én pedig Jajcában ülésezett. Ezeken a tanácskozásokon született meg az ország háború utáni berendezkedésének terve. Jajcában döntöttek arról, hogy 67 elnökségi tag lesz, kormányként pedig a 9 tagú (ebből 5 kommunista párttag) Nemzeti Felszabadító Bizottság fog működni. 1942. december 4-én Tito kinevezte az ideiglenes jugoszláv kormányt, miközben az ország nagyobbik része még mindig a tengelyhatalmak megszállása alatt állt.
A délvidéki partizánok között jelentős számban voltak magyarok is. A leghíresebb magyar partizán alakulat a Petőfi Sándor zászlóalj volt, amely később a Petőfi-brigád nevet vette fel. Ennek ellenére Délvidék visszafoglalásakor Tito partizánjai – az 1941-es magyar bevonulást követő partizánellenes harcok keretében 1942-ben megölt körülbelül 3000 szerb áldozatra való hivatkozással (lásd: Újvidéki vérengzés (1942)) – mintegy 40 ezer magyar civilt mészároltak le (lásd: Délvidéki vérengzések).
Tito partizánjainak legfőbb riválisai a túlnyomórészt szerbekből álló csetnikek voltak, akik hosszú időn át angol támogatást élveztek. A németek háromszor is majdnem meggyilkolták Titót: az 1943-ban lezajlott Fall Weiss offenzíva során, majd az azt követő Schwarz hadműveletben – ahol június 9-én megsebesült, és életét csak kutyája önfeláldozása mentette meg; végül 1944. május 25-én, amikor éppen csak sikerült megúsznia a drvari főhadiszállásuk ellen vezetett német Rösselsprung hadműveletet.
Az 1943-as év volt a háború fordulópontja. Ekkor a partizánok két jelentős ütközetet is megnyertek. Januárban a Neretva völgyében zajlott le a neretvai, majd május 15-én az Sutjeska-völgyi csata. Ez a két csata megnövelte a partizánok önbizalmát és létszámát. 1941-ben 60-70 ezren voltak, míg 1943-ban már 300 ezren.
A partizánokat a szövetségesek légi úton támogatták, csomagokat juttatva a főhadiszállásukra. A szövetséges oldalon az akciót Fitzroy Maclean dandártábornok vezette. Tito többször keveredett vitába az angol és amerikai tisztekkel Sztálinhoz fűződő szoros kapcsolata miatt.
1943. november 28-án tartották a teheráni konferenciát. Tito szemszögéből nézve volt egy kedvező eleme. Az angolok eldöntötték, hogy Draža Mihailović csetnik vezér támogatását megszüntetik, és helyette a partizánokat támogatják. Churchill azonban meg akarta menteni a monarchiát Jugoszláviában, ezért komoly tárgyalások kezdődtek Titóék és a monarchisták között.
Másnap, 1943. november 29-én került sor az AVNOJ második tanácskozására. A konferencián született meg a döntés, amely szerint Jugoszlávia szövetségi állam lett (e dátum később megjelent az ország címerében is). A tanácskozást Tito vezette, akinek a Jugoszlávia marsallja címet adományozták és az ország miniszterelnökévé választották meg. Ezzel elkezdődött a személyi kultusz sajátos délszláv folyamata.
1944. január 7-én a németek fokozódó támadásai miatt elhagyta Jajcát, és Drvarba költözött. Innen május 25-én szovjet repülővel Bariba repült, ugyanis a németek légideszant-akció keretében támadást indítottak a város ellen. Bariból angol hajóval Visre utazott. Június 14–16-án találkozott Ivan Šubašićtyel, és 17-én megszületett a Tito–Šubašić-megállapodás. A Balkán légierőt az év júniusában azért hozták létre, hogy segítsék a szárazföldi csapatokat.
Tito 1944. augusztus 12-én az olasz fronton találkozott először Winston Churchill-lel. Ezen a megbeszélésen a háború utáni Jugoszlávia volt a legfontosabb téma, de egyezség nem született. Churchill visszaállította volna a monarchiát, Tito pedig egy szövetségi államot képzelt el. Pontosan egy hónappal a megbeszélés után II. Péter jugoszláv király felszólította népét, hogy támogassák Titót. Szeptember 21-én Románián keresztül Moszkvába utazott. Útközben egy román városban találkozott Bulgária képviselőivel, Blagoevvel, Todorovval és Terpesevvel. A megbeszélés elsősorban a háborúra terjedt ki, de megemlítették Macedónia háború utáni helyzetét is. Még ezen a napon megérkezett Moszkvába, ahol másnap Sztálinnal találkozott. A szovjet vezetővel folytatott megbeszélésen kitértek a JKP és az SZKP kapcsolatára, majd megállapodást írtak alá szeptember 28-án, amely tartalmazta a segítségnyújtást és szovjet katonák Jugoszláviában történő állomásoztatását.
1944. november 2-án Tito megegyezett Šubašićtyel az új, közös, koalíciós kormány felállításáról. 1945. március 7-én Belgrádban megalakították a Demokratikus Föderatív Jugoszlávia kormányát, amelynek élére Tito került. Április 5-én megállapodást írt alá a Szovjetunió hadvezetésével „szovjet csapatok jugoszláv területeken történő ideiglenes állomásoztatásáról”. A Vörös Hadsereg segítségével a partizánok 1945-ben győztesen kerültek ki a felszabadító háborúból.
A felszabadulás pillanatában a partizánok óriási erőfölényben voltak, amit bosszúállásra is kihasználtak. Leszámoltak a megmaradt ellenfeleikkel (usztasák), royalisták (csetnikek, polgári elemek, egyes nemzetiségek). Több tömeges kivégzésre, vérengzésre is sor került (Bleiburg, Foibe-vérengzés). Ellenfeleiket lejáratandó a kommunisták több pert is "megrendeztek". A perek sok esetben nem voltak alkalmasak a vádak kétségtelen bizonyítására.

### A háború utáni újjáépítés első évei
Az 1944 végi Tito-Šubašić megállapodás alapján Tito vezetésével 1945. március 7-én létrejött az ideiglenes kormány. A novemberben a választások kommunista győzelmet értek véget, amit a monarchisták bojkottáltak. Tito, mint népfelszabadító nagy népszerűségnek örvendett. A választások után az Alkotmányozó Nemzetgyűlés kikiáltotta a Jugoszláv Szövetségi Népköztársaságot. Elfogadták az ország első alkotmányát, Tito miniszterelnök és külügyminiszter lett. Nekilátott az erős néphadsereg és hírszerzés (UDBA) megszervezésének megelőzendő a náci kollaboránsok revansakcióit. A Jugoszláv Néphadsereg az akkori Európa papíron egyik legerősebb szárazföldi hadserege lett.
1946 októberében az Alojzije Stepinac érsekre a nácikkal való együttműködés és erőszakos térítés miatt kirótt tizenhat éves börtönbüntetés kapcsán a Vatikán kiközösítette Titót és a jugoszláv kormányt.
1947 júliusának végén Tito találkozott Bleden a bolgár miniszterelnökkel, Georgi Dimitrovval. A megbeszéléseken a két fél gazdasági- és vámmegállapodást írt alá. Ez év novemberében ismét találkoztak, ezúttal a Várna melletti Evksinogradban, ahol aláírták a bolgár-jugoszláv barátsági szerződést.

### A Balkán föderációs tervek
A Balkán-föderáció terve időről időre felmerült már a 20. század első felében is, 1945 után azonban minden addiginál konkrétabb formában vetődött fel. A szovjet vezetés céljai között mégis mindig akadt ennél fontosabb. Ám Tito rendkívül ambiciózus volt, és Bulgárián kívül Albániát is szerette volna az új államalakulat kereteiben látni. 1947-ben két fontos tárgyalássorozatot is tartottak: Bledben és Evksinogradban több konkrét lépésre vonatkozó szerződést is aláírtak.
Az evksinogradi megbeszélés feszültebb légkörben zajlott le a korábbi tárgyaláshoz viszonyítva. Ennek legfőbb oka Sztálin nyomása volt a bolgárokra, valamint az, hogy Tito a görög polgárháborúra hivatkozva Moszkva előzetes engedélye nélkül segítette a görög partizánokat. Az ellentétet fokozta, hogy Tito a „Gazda” beleegyezése nélkül küldött egy repülőhadosztályt Albániába. Sztálin hamarosan magához rendelte a jugoszláv kommunistákat, kérve, hogy a delegációban vegyen részt Đilas is. Sztálin bízott abban, hogy vele eredményesebben tudja megoldani a „titói problémát”, azonban ez nem sikerült, mert Đilas ekkor még hűséges követője volt Titónak és a titói politikának egyaránt. Az Edvard Kardelj vezette Tito nélküli jugoszláv delegációval tudatta, hogy nem enged semmilyen különutas politikát, de ha szükséges „beáldozza” Albániát.

### Szakítás Sztálinnal
Elterjedt tévhit, hogy Tito szakított Sztálinnal. Valójában Sztálin intézett támadást ellene és tört az életére. Sztálin a Kommunista és Munkáspártok Tájékoztató Irodája (Kominform) belgrádi székhellyel történt megalakítása révén arra is törekedett, hogy megakadályozza Tito különutas politikáját.
Sztálin támadásának okáról néhány egymást nem kizáró feltételezés létezik. A legelterjedtebb szerint Sztálin féltékeny volt Titóra a kommunista országok körében szerzett tekintélye miatt. A második feltételezés Milovan Đilas emlékiratain alapszik: Sztálin azért haragudott meg, mert Georgi Dimitrov és Tito nem avatták be egyesülési terveikbe. Ezeket ugyan először a Szovjetunióban vetették fel, de a nyugati kapcsolatok miatt állandóan elodázták, ugyanakkor Tito és Dimitrov már konkrét lépéseket akart tenni. Harmadrészt Sztálin esetleg amiatt döntött a jugoszláv vezető eltávolítása mellett, mert Tito csapatokat küldött Dél-Albániába. Ezt a feltételezést kiegészíti, hogy Sztálin kapcsolatait a Nyugattal zavarta Trieszttel kapcsolatos merev álláspontja. A jugoszláv történetírás azt emeli ki, hogy a Szovjetunióval való tárgyalásokkor a jugoszláv fél nem alázkodott meg a szovjet követelések hallatán, hanem megpróbálta saját gazdasági érdekeit érvényesíteni.
Ilyen előzmények után Tito 1948-ban a kommunista vezetők közül elsőként utasította el a Sztálinhoz való feltétlen lojalitást és a Szovjetunió Kominformon belüli elsőbbségét. Jugoszláviát néhány személyes üzenetváltás után június 28-án kizárták a Kominformból. A szovjet veszélyre gyorsan reagálva mindenkit – akinél a Sztálinhoz való hűség gyanúja felmerült – Goli otokra internált, ezzel elejét vette az esetleges puccsnak. Tito lépései nagy nemzetközi figyelmet kaptak, országában viszont bizonytalan időszak kezdődött. A Szovjetunió a Tito által megvalósított rendszert – a kommunizmus egy lehetséges másik formáját – titoizmusnak bélyegezte, és az egész keleti blokkban perek indultak a „titóisták” ellen (például Rajk László pere Magyarországon). A válság majdnem fegyveres összetűzésig fajult. A jugoszláv fegyveres erők méretei, a partizánharcban szerzett tapasztalataik azonban kizárták az ország gyors lerohanásának lehetőségét.
Az 1948‑49-es események után Jugoszlávia megtartotta szocialista és föderatív jellegét, de ezek mellé később az elnemkötelezettség és az önigazgatás társult. Ez mindvégig a Tito nevével fémjelzett rendszer négy alappillére volt.
A Szovjetunióval való viszonya csak Sztálin halála után normalizálódott, amikor 1955-ben Hruscsov meglátogatta Titót, aki rá egy évre, 1956-ban ellátogatott Moszkvába.

### Gazdasági reformok
1950. június 26-án a nemzetgyűlés elfogadta Milovan Đilas és Josip Broz Tito önigazgatásról (samoupravljanje) szóló törvényjavaslatát, amely az állami tulajdonú termelőszövetkezetek létrehozása és a profitmegosztás mellett egyfajta „független szocializmus” eszméjét tartalmazta. 1953. január 13-án kinyilvánították, hogy az önigazgatásról szóló törvény az egész Jugoszláviában megvalósuló szocialista rend alapja. Az önigazgatás koncepciója nagy érdeklődést váltott ki világszerte, de a gyakorlatban soha sem valósult meg, soha nem vált működőképes rendszerré. Egy nappal később Titót Ivan Ribarral szemben megválasztották elnöknek.
1963. április 7-én új alkotmányt fogadtak el, és az ország hivatalos neve Jugoszláv Szocialista Szövetségi Köztársaságra (JSZSZK) változott. Ezzel együtt nagyobb szólásszabadságot és vallásgyakorlást is engedélyeztek, a magánvállalkozásokat ösztönözték.
1965. július 24-én a JKSZ (Jugoszláv Kommunisták Szövetsége) elindította a gazdasági reformokat. Korábban az állam és a párt volt az egyedüli árszabályozó tényező. Ennek nyomán nem alakulhatott ki a termékek, szolgáltatások és a munkaerő valóságos ára sem. A valuta árfolyamát is mesterségesen alakította ki a párt. Titóék elképzelése szerint a gazdasági reform a tulajdonviszonyok lényeges megváltoztatása nélkül a piacgazdaság valamilyen szintű bevezetését tűzte ki célul. A reformok kezdete azonban mégis azt jelezte, hogy inkább egy pénzügyi-gazdasági átalakításba fogtak, és kevésbé érintették a termelési viszonyok radikális átalakítását. Az 1965-ös intézkedések gyengítették a föderáció gazdasági és újraelosztó szerepét.
A hatvanas, hetvenes években sok nyugati gondolkodó a Tito-féle „piaci szocializmusban” látta azt a közös nevezőt, amely felé a nyugati és a keleti országok is közeledhetnek. A jugoszláv életszínvonal magasabb volt a kelet-európai átlagnál, főként mert a jugoszlávok vendégmunkásként nyugatra utazhattak, és behozott pénzükkel az országot gyarapították.

### Az 1968-as válság
Ebben az évben világszerte forrongások, lázadások voltak. A belgrádi egyetemista lázadás június 3-án vette kezdetét és egy hétig tartott. A megmozdulás okai között volt, hogy a gazdasági fejlődés megtorpant, és megjelent a munkanélküliség is. A tüntetés közvetlen oka a rendőrség rideg fellépése volt. Tito június 9-én meglehetősen ideges, improvizált beszédet tartott a televízióban.
Ebben azt mondta, hogy „történtek bizonyos szabálytalanságok”, és hogy „senki sem leválthatatlan, így én sem”. Mindenesetre már meghozta azokat az intézkedéseket, amelyek a megmozdulás felszámolását eredményezték. A tüntetés vezetőit – Vladimir Mijanovićot („Vlada Revolucija“), Sonja Lihtet és Đorđije Vukovićot – kizárták az egyetemről és elvették útlevelüket. Tito ebben az esetben is jól reagált és gyors döntést hozott. Az egyetemista tüntetést még azelőtt sikerült leszerelnie, hogy komoly gonddá vált volna.

### Nemzeti politika
A nyugati kommunisták szemében Tito legnagyobb erénye az volt, hogy háttérbe tudta szorítani a nacionalistákat és viszonylagos egységet tudott teremteni országában. Az egység fenntartása nem ment mindig simán. A leghíresebb eset az úgynevezett horvát tavasz (hrvatsko proljeće) volt 1971-ben, amikor Titónak egyszerre kellett fellépnie tömegdemonstrációk és a párton belüli széthúzás ellen. A horvát tavasz mögé felsorakozott a horvát társadalom számos rétege és csoportja, beleértve a nacionalistákat, illetve azokat is, akiket a titoizmusban nacionalistának tartottak. Tito az egység fenntartása érdekében úgy döntött, hogy leszámol a „horvát tavasszal”. A horvát kommunista vezetőket börtönbe záratta.
Nem sokkal a horvát tavasz leverése után Marko Nikezić és Latinka Perović vezetésével viták folytak a belgrádi filozófiai intézetben a demokrácia és az egyéni szabadság kiterjesztéséről. Mindezért az „anarcho-liberális” jelzőt sütötték rájuk, és eltávolították őket a közéletből. Az 1968 és 1972 közötti időszak nyilvánvalóvá tette, hogy a titóizmus diktatúra és Tito pedig diktátor, vagyis nem érdekelt a nagyobb demokrácia és a nagyobb nemzeti szabadság kérdésében.
Titónak szembe kellett néznie a Jugoszlávia népei közötti széthúzással, ezért mindig igyekezett integráló politikát folytatni. Az internacionalizmus elvét hirdette, országát pedig Svájc mintájára akarta megalkotni. Idővel a népszámláláskor bevezették, hogy aki nem akar nyilatkozni nemzeti hovatartozásáról, egyszerűen jugoszlávnak vallhatta magát. Jugoszláv lehetett bárki, aki Jugoszlávia állampolgára volt, vallástól és nemzeti hovatartozástól függetlenül. 1981-re a lakosság 5,4%-a vallotta magát jugoszlávnak.
Tito legfőbb üzenete a mai napig szlogen a „jugonosztalgisták” között: Őrizzük a testvériséget és az egységet, mint a szemünk fényét! Ez a felszólítás Jugoszlávia népei, nemzetiségei és felekezetei közötti összetartásra, az emberek közötti egyenlőségre buzdított.
A bratstvo-jedinstvo (testvériség-egység) kifejezés sűrítette magába Jugoszlávia ideológiáját.

### Tito és a magyarok
A második világháború végén, Bácska visszafoglalásakor a partizánok az ottani magyar és német lakosságot kollektív büntetéssel sújtották. Az 1944–45 között meggyilkolt magyarok számáról csak becslések vannak, mivel nem igen maradtak hiteles források és a pogrom mintegy negyven évig tabutéma volt. Dokumentumokkal igazolhatóan mintegy 8000 embert gyilkoltak meg, ám ez egészen bizonyosan csak a töredéke a valódi számnak, alátámasztott becslések szerint az áldozatok száma 35–45 ezer közé tehető. 899 főre valamilyen eljárás keretében bűntényt bizonyítottak. A borzalmas esemény a szocialista Jugoszláviában tabutéma volt, ha mégis szóba került, akkor az 1942-es újvidéki vérengzésekre és a magyar katonák brutalitására való válaszként indokolták.
Titónak 1948 után a magyarok lojalitására volt szüksége az ellentétes szovjet blokk határán, továbbá a sajátos titóista, minden nemzetet és nemzetiséget kordában tartó, politikában szerepe volt a vajdasági magyarságnak is. 1970 után Vajdaságban hivatalos lett a magyar nyelv, magyar nyelvű újságok indulhattak, az általános- és középiskolai oktatás részben magyar nyelven folyt. Később országszerte kötelező olvasmány lett Molnár Ferenc A Pál utcai fiúk és Ottlik Géza Iskola a határon című regénye. A Vajdaságban az utcai feliratoktól kezdve a hivatalos dokumentumokig mindennek magyar nyelven is olvashatónak kellett lennie. A hadseregben nemzetiségre való tekintet nélkül bárki lehetett tiszt, így még magyarok is voltak közöttük.
Mindazonáltal a közösségi politikai jogokról szó sem lehetett a titói Jugoszláviában. A nemzeti nemzetiségi önszerveződés csírái is fokozott figyelmet kaptak, és az első gyanús pillanatban lecsaptak rájuk (Közismert eset, amikor 1987/88-ban magyar nemzetiségű tanárokat hurcoltak meg csak azért, mert egy orgonakoncertet hallgattak meg egy katolikus templomban[forrás?]). Időről időre jelentéseket írtak a nemzetek és a nemzetiségek közötti helyzetről. A Vajdaság autonómiája sem nemzeti autonómia volt. A nemzeteknek és a nemzetiségeknek csak annyi mozgásterük volt, amennyit a kommunista párt kijelölt számukra.

### Tito és a magyarországi délszlávok
A magyarországi délszláv csoportok képviselői közül, a bunyevácok közel 10 fős delegációja 1946 januárjában elutazott Belgrádba. Legfőbb céljuk volt, hogy találkozzanak Titóval, és elmondják elképzeléseiket a magyarországi délszlávok jövőjére vonatkozóan, valamint, hogy felvessék a marsallnak az úgynevezett bajai háromszög esetleges Jugoszláviához való csatolását, tekintettel az ott élő délszlávokra. Volt egy másik hasonló, ám mindvégig gyenge lábakon álló és igen hamar elvetélt elképzelés a Vas megyei Vendvidék elcsatolásáról, ahol szintén egy tömbben élt egy kisebb délszláv nemzetiségi csoport. Tito megköszönte a magyarországi délszlávoknak az együttműködést a háború folyamán. A bajai háromszög elszakítását Magyarországtól viszont ellenezte, más délszláv csoportok pedig szóba se kerültek, mert számára fontosabb volt az Isztriai-félsziget kérdése, mint a bácskaiaké.

### Külpolitikája
A szovjet vezetők és kelet-európai csatlósaik az ötvenes években az „imperialisták láncos kutyájának” nevezték Titót. Ettől függetlenül Tito tekintélye keleten és nyugaton mindinkább nőtt, országa gazdasági-társadalmi stabilitásának és az el nem kötelezett országok mozgalma létrehozásának köszönhetően.
Az 1956-os magyar forradalommal Tito is szimpatizált. Azt gondolta, hogy a Magyar Népköztársaság is csatlakozik ahhoz a táborhoz, amely hű a kommunizmus szelleméhez, de nem követi Moszkvát. Október 29-én levélben üdvözölte az új magyar kommunista vezetést. November 2-án fogadta Hruscsovot, az SZKP első titkárát. Hosszas egyeztetés után Tito nem ellenezte, de nem is támogatta a szovjet katonai beavatkozást. A magyar kommunista vezetők november 4-én Jugoszlávia budapesti követségére menekültek. Itt Tito üzenete várta őket, amelyben a marsall arra kérte a magyar vezetőket, ismerjék el a Kádár-kormányt. Az elkövetkező napokban Tito mind Kádárt, mind Hruscsovot értesítette arról, hogy nem adja ki Nagy Imrét egyikőjüknek sem. A tárgyalások során Kádár felajánlotta Nagyéknak, hogy szabadon elhagyhatják Magyarországot, vagy visszatérhetnek otthonaikba. November 22-én Nagy Imre és munkatársai ebben az ígéretben bízva távoztak a jugoszláv nagykövetségről.
Az amerikai útja során több horvát és szerb emigráns is tüntetett ellene.
1961-ben Tito Gamal Abden-Nasszer egyiptomi elnökkel és Dzsaváharlál Nehru indiai miniszterelnökkel megalapította az el nem kötelezett országok mozgalmát, a harmadik világ országainak szoros összefogását. Céljuk egy új, nem tömb jellegű, a NATO-tól és a Varsói Szerződéstől független közösség létrehozása volt. Ennek előzményei egészen az 1955-ös bandungi értekezletig nyúlnak vissza.
Az el nem kötelezett országok mozgalmának megalapítása után Tito megállapodott a Vatikánnal is. Ezzel csökkent a feszültség a két állam között. Azonban ez az új szocializmus nem tetszett a sztálini, avagy „hagyományos” kommunistáknak, ezért Aleksandar Ranković vezetésével összeesküvéseket szőttek, de a hatalom leleplezte őket, és börtönbe kerültek.
1967. január 1-jén megszüntette a külföldi állampolgárokkal szembeni vízumkötelezettséget, elsőként a kommunista országok között.
Jugoszlávia volt az egyetlen kommunista állam, amely lehetővé tette Alfredo Stroessner vezette antikommunista Paraguaynak egy nagykövetség nyitását. Semlegességét Chile esetében azonban feladta. 1973-ban ugyanis Augusto Pinochet személyében egy jobboldali személy került hatalomra, ezért megszüntették a diplomáciai kapcsolatokat. Az ugyancsak antikommunista Kjell Eugenio Laugerud García vezette Guatemala számára viszont fegyvereket adott el.

### Utolsó évei

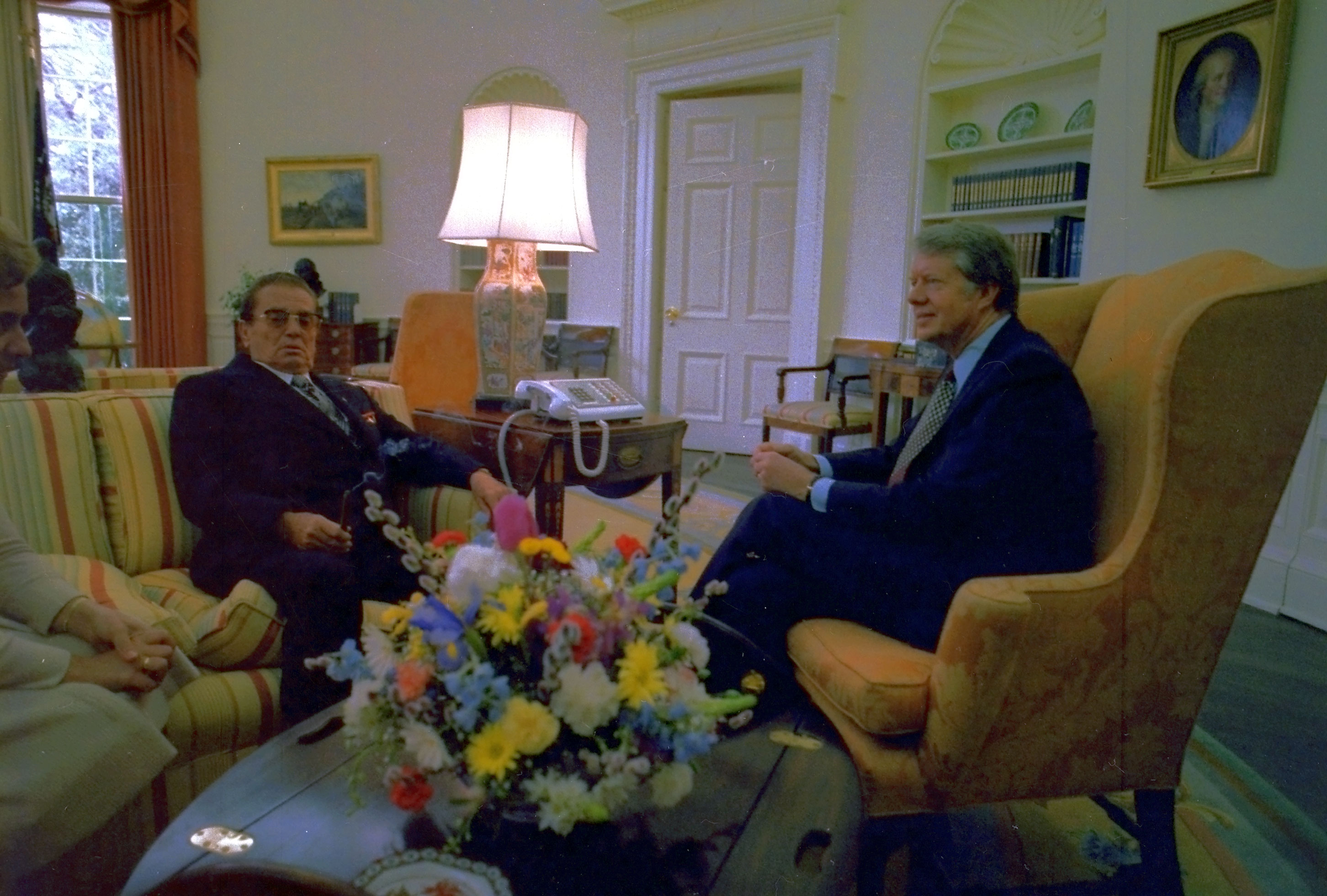
Az idős Tito 1978-ban Jimmy Carter amerikai elnöknél

Tito kül- és belpolitikája miatt a szocialista Jugoszláviát gyakran nevezték második Svájcnak.
1974. február 21-én új alkotmányt fogadtak el, amely nagyobb önállóságot adott a tagországoknak. Május 16-án Titót a JSZSZK, május végén a JKSZ örökös elnökévé nevezték ki. Ugyanakkor szabályozták a Tito utáni politikai rendszert is: az államfői feladatokat nyolc főből álló Elnökség vette át, amelybe a hat köztársaság és a két autonóm tartomány egyaránt egy-egy tagot delegált, annak elnöki teendőit pedig a lefektetett rotációs elv alapján minden évben más köztársaság, ill. autonóm tartomány képviselője látta el.
Tito 1975-ben Helsinkiben az Európai Biztonsági és Együttműködési Értekezleten vett részt, ahol az európai nemzetiségekről beszélt. Felhívta a figyelmet a világpolitikában meglévő és növekvő feszültségekre, ill. megemlítette az okokat, amelyek miatt még mindig nem szűnt meg a hidegháborús helyzet. Három évvel később ezt a konferenciát Belgrádban folytatták.
1978 júniusában tartotta meg a JKSZ XI. kongresszusát. Ez volt Tito utolsó kongresszusa. Ezen kiderült, hogy a tekintélye minden más jugoszláv felett áll, de a döntéshozatal már kicsúszott a kezéből.
Tito utolsó nemzetközi szereplése 1979-ben volt Havannában az el nem kötelezett országok 6. konferenciáján, ahol még sikerült megakadályoznia, hogy a mozgalom közös politikája a házigazda Fidel Castro hatására a szovjet érdekek támogatásának irányába csússzon el.
1980. január elején keringési problémákkal a Ljubljanai Klinikára került, ahol bal lábát nem sokkal később amputálni kellett. Május 4-én, három nappal 88. születésnapja előtt hunyt el. Holttestét a szlovén fővárosból a híres „Kékvonat” vitte Zágrábon keresztül Belgrádba.

### Temetése
Temetése hatalmas politikai- és médiaesemény volt. A részt vevő politikusok és külföldi delegációk száma alapján a világ addigi legnagyobb szabású gyászszertartása volt: 127 ország 209 delegációja jelent meg. A temetésen 4 király, 31 államelnök, 22 miniszterelnök, 47 külügyminiszter és ismert személyiség (Indira Gandhi, Margaret Thatcher, Willy Brandt) vett részt. A belgrádi Képviselőházban felállított ravatala előtt százezrek rótták le kegyeletüket. Földi maradványait a belgrádi Virágház (Kuća Cveća) nevű mauzóleumba temették el, egy márványtömb alá, amelyet később emlékmúzeummá alakítottak.

## A halála utáni Jugoszlávia
Tito halála után több elnök és miniszterelnök vezette Jugoszláviát, ám egyikük sem tudott már olyan integráló politikát folytatni, mint ő.
Az 1990-es évekre erősen megnövekedett a nacionalizmus. Szerbiában Slobodan Milošević a szerb (ortodox), Franjo Tuđman a horvát (katolikus), Alija Izetbegović pedig a bosnyák (muzulmán) lakosságban ébresztette fel a nacionalizmust. Ekkor feloszlatták a Jugoszláv Kommunista Pártot.
1991. június 25-én kivált Szlovénia, ettől a naptól kezdve számítják Jugoszlávia széthullását.
A többi tagállamban véres polgárháború kezdődött és a régi, titói ideálokat a nacionalista propaganda teljesen felülírta. Macedónia volt az egyetlen utódállam, amely nem harcolt más volt jugoszláv tagország ellen, de saját albán kisebbségével konfrontálódott. A macedón elnök, Kiro Gligorov Tito harcostársa, később a JKP Központi Bizottságának elnöke volt. Ő volt az egyetlen az utódállamok vezetői közül, aki hű maradt a titói ideológiához; országát 1999-ig vezette.

## A „Tito” név eredete
1920-ban belépett a nem sokkal később betiltott Jugoszláv Kommunista Pártba, amely ekkor még igen kis támogatottságnak örvendett a királyságban. 1934-ben tagja lett a párt Politikai Bizottságának, majd Bécsbe ment, és felvette a Tito fedőnevet.
A név egyik lehetséges magyarázata az, hogy a „ti” szerbhorvátul azt jelenti, hogy „te”, a „to” pedig azt, hogy „az”. A történet szerint így osztogatta a parancsokat, rámutatva a személyre, majd a feladatra. Ám ebben az időben nem volt vezetője a pártnak, így nem túl valószínű, hogy parancsokat adott volna.
A Tito egyúttal egy ritka horvát név, a Titusz változata. Életrajzírója, Vladimir Dedijer szerint Tituš Brezovacki horvát romantikus regényíró nevét vette át.

## Személyisége

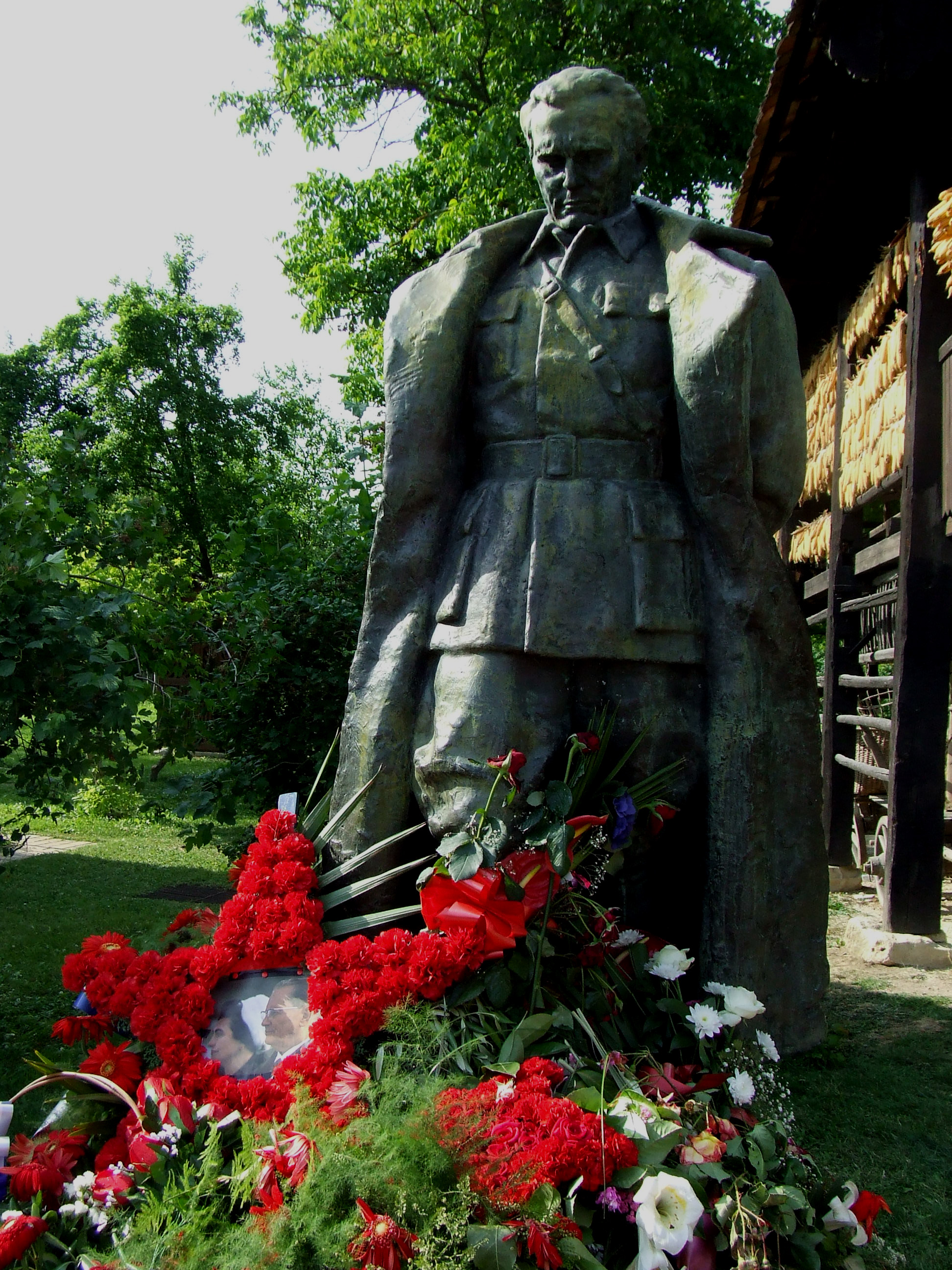
A kumroveci Tito-szobor

Tito bizonyára narcisztikus személyiség volt. Ez sokféleképpen nyilvánult meg. Szerette az eleganciát, jellegzetes uniformisokat és minőségi, drága öltönyöket viselt (volt úgy, hogy naponta többször átöltözött); drága pecsétgyűrűi voltak, drága szivarokat szívott. Rendre túlöltözte vendégeit, és ideje nagy részét a városoktól távol eső luxusvillákban töltötte. Ruháit gyakran külföldről szereztette be. Kritikusai szerint hatalmas összegeket költött a luxusra.
A szocialista Jugoszláviában erőteljes személyi kultusz alakult ki: több kötet színes albumot adtak ki róla, amelyek nem egyszer elérték a félmilliós példányszámot. Ezeket gyakran külföldi szerzőkkel íratták meg. Nem engedett magához senkit sem közel, a legközelebbi munkatársai is arról számoltak be, hogy szívélyes, de távolságtartó volt. Nem kedvezett családtagjainak sem, nem törekedett dinasztia kialakítására, fiait nem vonta be a politikába, nem egyengette karrierjüket, amire egyébként lehetősége lett volna. Évi rendszerességgel fogadta az „ifjúsági stafétát”, ekkor mintegy hódolt előtte az egész ország. 1973 előtt azon lobbizott, hogy megkapja a Nobel-békedíjat.
Jellemző rá, hogy a diktatúrát mérsékelt formában alkalmazta, nem tört ellenfelei életére, azzal is megelégedett, hogy kivonja őket a közéletből és elszigetelje őket.

## Családi élete
1928-ig tartott első házassága Pelagija Belouszovával, amely nem mondható boldognak a négy gyermekük közül három elvesztése miatt. Közülük csak Žarko (1924–1995) maradt életben, a többiek pár hónap után meghaltak. Tito számára az is tragikus volt, hogy 1928-ban hagyta el a felesége, éppen amikor letartóztatták.
1936-ban, amikor Tito Moszkvában a Hotel Luxban szállt meg, találkozott az osztrák kommunista Lucia Bauerrel. 1936 októberében házasodtak össze, de ezt a házasságot később a nyilvántartásból törölték.
Második felesége a szlovéniai zsidó Herta Haas volt, akit a fegyveres harc elején hagyott el, és akitől egy fia született Aleksandar Mišo Broz 1941-ben. Utolsó felesége a szerb Jovanka Budisavljević Broz (1952-től), akitől nem született gyereke. 2013-ban Tito mellé temették a Virágházban.
Tito unokái is híresek. Aleksandra Broz kiemelkedő színházi rendező Horvátországban, Svetlana Broz kardiológus és író Bosznia-Hercegovinában. Josip „Jóska” Broz, Edvard Broz és Natali Klasevski pedig kézművesek Bosznia-Hercegovinában.
Tito fényűző életmódot folytatott, és több kúriával rendelkezett. Belgrádban a korábbi királyi palota, a Beli dvor is volt hivatalos rezidenciája, amit I. Sándor jugoszláv király építtetett. A Brijuni-szigetek is az ő magánbirtoka volt. 1949-ben a Bledi-tónál is felépítettek egy palotát. 1974-ben 32 hivatalos rezidenciája volt.
Tito azt felelte, mikor megkérdezték tőle, hogy milyen nyelvet beszél, jugoszlávul, németül, oroszul és kissé angolul. Dedijer hivatalos életrajzírója viszont úgy írta le, hogy szerbhorvátul, németül (bécsi akcentussal), oroszul, szlovénül, csehül, kirgizül, de megérti a franciát és az olaszt is.

## Tito városai

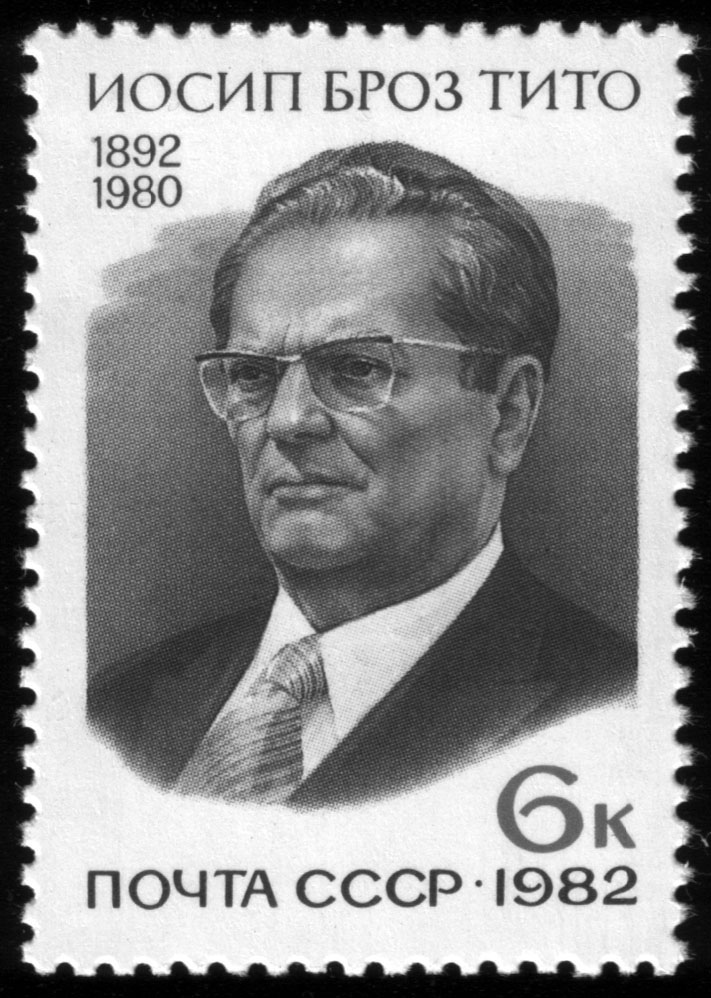
Szovjet postabélyeg, Josip Broz Tito, 1982 (Michel № 5151, Scott № 5019)

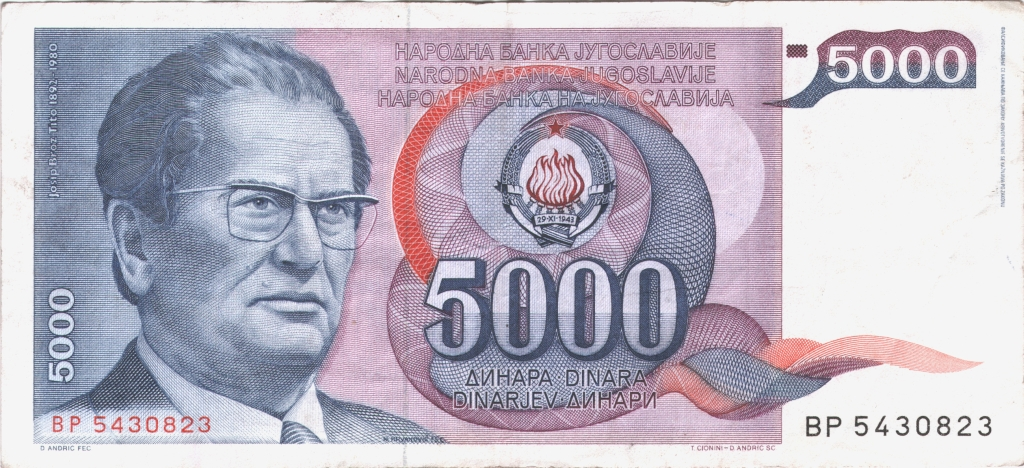
Jugoszláv 5000 dináros bankjegy Tito portréjával, az 1985-ös sorozatból.

Jugoszláviában több várost is elneveztek Titóról, amelyeket Jugoszlávia felbomlásakor visszaneveztek. Azonban több utca és tér is az ő nevét viseli mind a mai napig.
| Korábbi neve     | Jelenlegi neve     | Ország              |
| ---------------- | ------------------ | ------------------- |
| Titova Korenica  | Korenica           | Horvátország        |
| Titov Vrbas      | Vrbas (Verbász)    | Szerbia             |
| Titov Velesz     | Velesz             | Macedónia           |
| Titova Mitrovica | Kosovska Mitrovica | Koszovó             |
| Titograd         | Podgorica          | Montenegró          |
| Titovo Užice     | Užice              | Szerbia             |
| Titov Drvar      | Drvar              | Bosznia-Hercegovina |
| Titovo Velenje   | Velenje            | Szlovénia           |

## Filmek róla
- Az ötödik támadás (Sutjeska) (1973). A film története: 1943-ban a német csapatok szinte folyamatosan hátrálnak. Hitler egy mindent elsöprő ellencsapásra készül a balkáni fronton. Parancsot ad, hogy tíz hadosztály bármi áron tisztítsa meg a Dinári-hegységet a Tito vezetésével ellenálló partizánoktól.
- Veljko Bulajić: A neretvai csata (Bitka na Neretvi) (1969). A film története: 1943 elején a bosnyák hegyek között vívták legnagyobb csatájukat a jugoszláv partizánok az egyesített német-olasz csapatokkal, amelyek igen nagy erővel vonultak fel és bekerítették őket.
- Janja Glogovac: Tito
- Tito a szerbek között – másodszor (1998). A film története: Tito feltámad a halálból és kérdezi az embereket, hogy mi történt azóta és mit gondolnak az ő elnökségéről.
- Tito elvtárs, a tábornagy
- Goran Marković: Tito és én (1992). A film története: 1954-ben, a tízéves Zorán népes családjával együtt egy kis lakásban él. A fiú példaképe az ország első embere – Tito marsall. Zorán ír egy fogalmazást a karizmatikus kommunista diktátorról, amelyben kijelenti, hogy Tito elvtársat jobban szereti, mint a családját. Jutalomképpen csoportos túrára mehet példaképe szülőhelyére
- Vinko Brešan: Tito marsall szelleme (1999) (komédia)
- Bosko Mratinković: Emlék – Josip Broz Tito emlékközpont

## Történelmi kritika
Titót számtalan kritika éri a vajdasági dunai svábok kitelepítése illetve kivégzése, továbbá több ezer magyar kivégzése miatt. Ezeket a nemzeti kisebbségeket a kollektív bűnösség elve alapján hátrányosan megkülönböztették a háború után.
2011. október 4-én a szlovén Alkotmánybíróság alkotmányellenesnek mondta ki egy utca Titóról való elnevezését. Tito szimbolizálja az emberi jogok porba tiprását, és az utca elnevezése dicsőíti a totális rezsimet, és sérti az emberi méltóságot.

## Művei magyarul
- A leigázott Jugoszlávia népeinek harca; Idegennyelvű Irodalmi Kiadó, Moszkva, 1944
- A leigázott Jugoszlávia népeinek harca; Szikra, Budapest, 1945
- Tito Broz József: A leigázott jugoszláv népek szabadságharca; Új Dunántúl Ny., Pécs, 1945
- A Jugoszláv Szövetségi Népköztársaság népgazdasági fejlesztésének ötéves terve az 1947–1951. években; Broz Joszip Tito et al. beszéde; Magyar Szó, Noviszad, 1947
- Jugoszlávia felszabadító harca 1941–1945; Testvériség-Egység, Újvidék, 1948
- Jugoszlávia rágalmazásának igazi okai JSzNK Szkupstinájában a költségvetési vita során 1948. december 27-én megtartott expozé; Minerva Ny., Beográd–Szubotica, 1948
- Jugoszlávia Kommunista Pártja Központi Vezetőségének politikai beszámolója a JKP 5. kongresszusán; Tájékoztatásügyi Hivatal, Beográd, 1948
- Jugoszlávia forradalmi átalakulásáról; ford. Bogdánfi Sándor, Sulhóf József; Bratstvo-Jedinstvo, Noviszád, 1949 (Híd könyvek)
- Tito marsall politikai beszámolója Jugoszlávia Népfrontjának 3. kongresszus; Jugoslovenska Knjiga, Beograd, 1949
- Az új Jugoszlávia építése. 2.; Bratstvo-Jedinstvo, Novisad, 1949
- Az új Jugoszlávia építése. 3.; Testvériség-Egység, Újvidék, 1952
- Harcunk az igazságért; szöveg Josip Tito et al.; Testvériség-Egység, Noviszád, 1950
- Tito marsall válaszai külföldi és hazai sajtótudósítók kérdéseire 1951; Testvériség-Egység, Újvidék, 1952
- A jugoszláv hadsereg megteremtése és fejlődése; Testvériség-Egység, Újvidék, 1952
- A koegzisztenciáról Joszip Broz Tito felszólalása és a közös nyilatkozatok; ford. Kovács Károly; Magyar Szó, Noviszád, 1956 (Időszerű könyvek)
- Joszip Broz-Tito levele a Magyar Dolgozók Pártja Központi Vezetősége elnökségéhez; Jugoszláv Kommunisták Szövetsége Központi Bizottsága, Belgrád, 1956
- A Kommunista Szövetség feladatai; Forum, Noviszád, 1958 (Időszerű könyvek)
- Beszédek és cikkek, 1-16.; ford. Bogdánfi Sándor; Forum, Novi Sad, 1961–1977
- Válogatott beszédek; Kossuth, Budapest, 1973
- A Jugoszláv Kommunista Szövetség forradalmi útjáról; VKSZ TB, Újvidék 1978 (A VKSZ TB Politikai Tanulmányi és Marxista Oktatási Központja)
- Beszéd a Jugoszláv Szakszervezeti Szövetség nyolcadik kongresszusán; ford. Bálint István, Pilcz Nándor; Forum, Újvidék, 1979 (JKSZ-dokumentumok)
- A Jugoszláv Kommunista Szövetség forradalmi harcának hatvan éve; Jugoszláviai Gyűjtők Egyesülete, Újvidék, 1979
- Josip Broz Tito összegyűjtött művei, 1-26.; főszerk. Pero Damjanović, magyar kiad. szerk. Fehér Kálmán; Forum, Újvidék, 1979–1990
- A nemzeti kérdés és a forradalom; vál. Kasim Suljevic, ford. Magossy László; Forum, Újvidék, 1981
- Az általános honvédelem és a nemzeti önvédelem; ford. Magossy László; Forum, Újvidék, 1981
- Josip Broz Tito, Edvard Kardeij utolsó beszéde Kosovo SZAT politikai aktivája előtt; ford. Pilcz Nándor, Vukovics Géza; Forum, Újvidék, 1981 (A JKSZ dokumentumai)
- Önéletrajzi vallomások, 1-2.; ford. Brasnyó István; Forum, Újvidék, 1985
- Sztálin és Tito moszkvai titkos találkozója, 1948. február 10.; ford., tan. Vukman Péter; JATE Press, Szeged, 2004 (Documenta historica)
- Hruscsov–Tito levélváltás, 1954; tan., ford., sajtó alá rend. ifj. Prohászka Géza; JATEPress, Szeged, 2005 (Documenta historica)

### Jugoszláviában megjelent könyvek
- Branko Broz: Életem Tito mellett (Moj život uz Tita), Zagreb: Spektar, 1982
- Čavoški, Kosta: Tito – tehnologija vlasti. k.n., h. n. 1991
- Dedijer, Vladimir: Josip Broz Tito (Prilozi za biografiju). Kultura, 1953
- Dedijer, Vladimir: Novi prilozi za biografiju Josipa Broza Tita. knj. 2. Liburnija, Rijeka, Zagreb, Mladost 1981
- Dedijer, Vladimir: Novi prilozi za biografiju Josipa Broza Tita. Treći tom. Rad, Beograd. 1984
- Vladimir Dedijer: Új hozzáadások Josip Broz Tito életrajzához (Novi prilozi za biografiju Josipa Broza Tita), Zagreb: Mladost i Spektar, Rijeka: Liburnija, 1980
- Vladimir Dedijer: Új hozzáadások Josip Broz Tito életrajzához 2 (Novi prilozi za biografiju Josipa Broza Tita 2), Zagreb: Mladost i Rijeka: Liburnija, 1981
- Dotlić, Gavro: Rasipništvo Josipa i Jovanke (Nepoznato o Brozovima). Biblioteka „Otkrića”, Beograd, 1990
- Milovan Đilas: Barátkozás Titóval (Druženje s Titom), Beograd: Momčilo Đorgović, 1990
- Dara Janeković: Találkozások a történelemmel (Susreti s poviješću), Zagreb: Prometej, 2000
- Branko Jovanović: Beszélgetés Vladimir Dedijer "Új hozzáadások Josip Broz Tito életrajzához" című könyvéről. A Harc kerekasztala (Razgovor o knjizi Vladimira Dedijera "Novi prilozi za biografiju Josipa Broza Tita". Okrugli sto Borbe), Beograd: Borba, 1982
- Fitzroy Maclean: Háború a Balkánon (Rat na Balkanu), Zagreb: Stvarnost, 1964

### Magyarországi könyvek
- Milovan Đilas: Tito : Kritikai életrajz. Budapest : Kossuth, 1982. 185 o. ISBN nélkül

### Angol és német könyvek
- Milovan Đilas: Tito: the story from inside. London, Weinfeld and Nicolson, 1980. ISBN 0297778854
- Milovan Đilas: Tito: Eine kritische Biographie. Wien : Molden, 1980. ISBN 0297778854

### Weboldalak
- Tito és én - XXI. század című műsor videója. Youtube. (Hozzáférés: 2017. december 17.)
- 60 éve verték láncra a jugoszláv kutyát. Index.hu. (Hozzáférés: 2017. december 17.)
- Tito marsall soproni rokonai. National Geography. [2013. január 21-i dátummal az eredetiből archiválva]. (Hozzáférés: 2017. december 17.)
- 42 éve adta be a kulcsot Tito. delhir.hu , 2022. május 4.